# Pierre Le Brun (syndicaliste)
Pierre Le Brun, né le 28 octobre 1906 à Saint-Claude, mort le 20 novembre 1970 à Louveciennes est un syndicaliste français et un résistant. Il est membre du Bureau confédéral de la CGT de 1945 à 1966.

## Biographie
Fils d'universitaires, il est élève de l'École libre des Sciences politiques et de l'école des Ponts et Chaussées. Il en sort ingénieur civil, travaille dans l'industrie (chez Schneider, notamment) puis est chef de services d'études à la Société hydroélectrique de France. Au moment du Front populaire il se situe dans la mouvance de la gauche radicale-socialiste et devient un des collaborateurs de Léon Jouhaux dans le domaine économique. En 1937 la CGT le nomme au Conseil économique du travail, où il établit un projet de nationalisation de l'électricité.
 Membre de la Résistance, il est un des fondateurs du Front national aux côtés de la Résistance communiste. En juillet 1943 le Conseil national de la Résistance le nomme secrétaire général de l'Union des cadres industriels de la France combattante. Il est délégué de cette organisation à l'Assemblée consultative provisoire (novembre 1944-août 1945). Pour son activité durant cette période, il est nommé chevalier de la Légion d'honneur à titre militaire et médaillé de la Résistance.
À la Libération, il est élu en mars 1945 membre du Bureau confédéral de la CGT, où il est considéré comme faisant partie des proches de Léon Jouhaux. Il participe aussi dans l'entourage du ministre socialiste Robert Lacoste, ministre de la Production industrielle aux projets de nationalisation du gaz et de l'électricité. Lorsque Marcel Paul devient à son tour ministre de la Production industrielle il participe naturellement à la mise en place d'EDF, dont il est nommé administrateur le 10 mai 1946 en tant que représentant CGT des cadres techniques et administratifs. Il est révoqué de cette fonction en mai 1950 au temps de la guerre froide en France. Lors de la scission syndicale menée par Léon Jouhaux et la tendance Force ouvrière de décembre 1947, il choisit, comme Lucien Jayat, Louis Saillant, Alain Le Léap et d'autres non communistes, de demeurer aux côtés de la tendance majoritaire communiste emmenée par Benoît Frachon. Bien que réputé proche de Pierre Mendès France, il reste au Bureau confédéral de la CGT durant 20 ans, animant en particulier l'activité de la section économique, quitte à y exprimer des divergences publiques comme aux Congrès de la Confédération de 1955 et 1957,  et celle spécifique vers l'encadrement. Mais le retour au pouvoir du général de Gaulle, pour lequel il nourrit de la sympathie, creuse un peu plus des désaccords. Lors des élections présidentielles de 1965 il appelle avec quelques autres "gaullistes de gauche" à voter pour le Président sortant, contre l'avis majoritaire de la CGT. Le 12 janvier 1966 il démissionne du Bureau confédéral.
Pierre Le Brun est membre du Conseil économique et social de 1947 à 1964, période durant laquelle il a présidé le groupe CGT, puis à partir de 1964 au titre des "personnalités qualifiées". Il a été également membre de la Commission des comptes et budgets économiques de la nation et membre de la Commission de l'économie générale du VIe Plan.